# 嘉定城
嘉定城（越南语：／）是越南阮朝初期的一個城（城為西山朝和阮朝初期的一種行政區劃），主要位於今天越南南部。
嘉隆七年（1808年），嘉定鎮改制為嘉定城，藩鎮營改制為藩安鎮，鎮邊營改制為邊和鎮，鎮定營改制为定祥鎮，永鎮營改制為永清鎮。三縣一州皆升府：新平縣升為新平府，福隆縣升為福隆府，建安縣升為建安府，定遠州升為定遠府，州縣下轄各總都升為縣，永清鎮增設堅江縣和龍川縣，分別由堅江道和龍川道統轄，再加上原有的河仙鎮。此時，嘉定城統領五鎮四府十六縣。
嘉隆九年（1810年），堅江道和龍川道複隸河仙鎮。
明命四年（1823年），永清鎮增設弘安府。
明命六年（1825年），藩安鎮增設樂化府；河仙鎮廢堅江道和龍川道，改設安邊府和河仙縣，堅江縣和龍川縣由安邊府統轄。
明命十三年（1832年），廢嘉定城，諸鎮改設為省。